# Betty Ford
Elizabeth Ann Bloomer Warren "Betty" Ford (Chicago, 8 de abril de 1918 – Rancho Mirage, 8 de julho de 2011) foi a primeira-dama dos Estados Unidos entre 1974 e 1977 durante a presidência de seu marido, Gerald Ford. Como primeira-dama, ela trabalhou muito em políticas sociais e criou o precedente de uma esposa presidencial ativa na política.

## Biografia
Durante o mandato de seu marido, Ford manteve altos índices de aprovação apesar da oposição de alguns Republicanos que se opunham às suas visões moderadas e liberais sobre questões sociais. Ela chamou a atenção ao câncer de mama após sua mastectomia em 1974 e foi uma das grandes apoiadoras e ativistas da Emenda dos Direitos Iguais (ERA). Pró-escolha sobre o tema do aborto e líder de movimentos feministas, ela ganhou a fama de uma das primeiras-damas mais sinceras da história, comentando todas as questões polêmicas da época, incluindo feminismo, sexo, drogas e aborto. Ford também chamou atenção para a dependência química ao anunciar sua batalha contra o alcoolismo na década de 1970.
Após deixar a Casa Branca, ela continuou a defender a ERA e permaneceu ativa nos movimentos feministas. Ela foi a fundadora do Betty Ford Center para abuso e dependência de substâncias químicas. Ela recebeu a Medalha Presidencial da Liberdade em 1991 e a Medalha de Ouro do Congresso em 1998. 

### Casamento e filhos
Em 15 de outubro de 1948, Casou-se com Gerald Ford na Igreja Episcopal Grace, em Grand Rapids, Michigan; seu segundo casamento. O anterior dela, com William Warren, durou cinco anos.
Originalmente de Grand Rapids, Betty Ford viveu na cidade de Nova Iorque por muitos anos, onde ela trabalhou como modelo e depois como dançarina na Companhia de Dança Martha Graham. Na época do noivado, Gerald Ford estava em campanha para seu primeiro mandato (de treze) como membro da Câmara dos Representantes. O casamento foi adiado até pouco antes da eleição legislativa de 1948 porque, como o The New York Times reportou num perfil da Betty Ford em 1974, "Jerry Ford estava concorrendo ao Congresso e não tinha certeza de como os eleitores se sentiriam por ele se casar com uma ex-dançarina divorciada."
O casal teve quatro filhos:
Michael Gerald, nascido em 1950; John Gardner, conhecido como Jack, nascido em 1952; Steven Meigs, nascido em 1956; Susan Elizabeth, nascida em 1957

### Morte
Betty Ford morreu em julho de 2011 aos 93 anos e foi enterrada ao lado do seu marido na propriedade do Gerald Ford Presidential Museum, localizado no centro de Grand Rapids, a cidade no Michigan onde os dois tinham crescido.